# ハイトシュ・ベルタラン
ハイトシュ・ベルタラン（Hajtós Bertalan、1965年9月28日-) はハンガリーのミシュコルツ出身の柔道選手。現役時代は71kg級の選手。身長173cm。

## 人物
1988年ソウルオリンピックでは5位だった。1989年の世界選手権
でも5位だった。1991年の世界選手権では準決勝で古賀稔彦に袖釣込腰で敗れると、3位決定戦でも韓国の鄭勲に技ありで敗れてまたしても5位に終わった。の1992年バルセロナオリンピックでは準決勝で鄭勲を体落で破るが、決勝では古賀に0-3の判定で敗れた。1993年の世界選手権では、決勝で鄭勲に1-2の微妙な判定で敗れて2位に終わった。1996年アトランタオリンピックでは3回戦で敗れた。

## 主な戦績
- 1984年 - ポーランド国際　優勝
- 1984年 - オーストリア国際　優勝
- 1984年 - ヨーロッパジュニア　3位
- 1985年 - チェコ国際　3位
- 1985年 - ヨーロッパ選手権　3位
- 1985年 - ヨーロッパジュニア　2位
- 1986年 - ハンガリー国際　2位
- 1986年 - ドイツ国際　優勝
- 1986年 - ヨーロッパ選手権　優勝
- 1987年 - ハンガリー国際　3位
- 1988年 - ハンガリー国際　3位
- 1988年 - オーストリア国際　3位
- 1988年 - ソウルオリンピック　5位
- 1989年 - フランス国際　3位
- 1989年 - ハンガリー国際　優勝
- 1989年 - ヨーロッパ選手権　2位
- 1989年 - 世界選手権　5位
- 1990年 - ハンガリー国際　3位
- 1990年 - ヨーロッパ選手権　3位
- 1990年 - グッドウィル・ゲームズ　3位
- 1991年 - オーストリア国際　優勝
- 1991年 - 世界選手権　5位
- 1992年 - オーストリア国際　2位
- 1992年 - バルセロナオリンピック　2位
- 1993年 - 世界選手権　2位
- 1996年 - ハンガリー国際　2位
- 1997年 - ハンガリー国際　2位
- 1998年 - ハンガリー国際　優勝
- 1998年 - ポーランド国際　3位
- 1998年 - ヨーロッパ選手権　優勝
- 2000年 - チェコ国際　3位